# Лечење Шопенхауером
Лечење Шопенхауером (енгл. The Shopenhauer Cure) је роман америчког егзистенцијалног психијатара, почасног професора психијатрије на Универзитету Станфорд, и књижевника Ирвина Давида Јалома (енгл. Irvin David Yalom) (1931). објављена 2005. године. Прво издање на српском језику објавила је издавачка кућа Плато 2007. године из Београда у преводу Оливере Живановић и Сузане Спасић.

## О аутору
Ирвин Д. Јалом је рођен 1931. у Вашингтону у породици руских емиграната. Аутор је неколико бестселера, као и стручних књига из области психотерапије. Данас је професор на универзитету и живи у Сан Франциску . Активан је психотерапеут у Сан Франциску и Пало Алту. Највећи допринос дао је предајући о групној психотерапији као и развијајући модел егзистенцијалне терапије.

## О делу
Књига Лечење Шопенхауером је роман у коме је приказана слика групне терапије, коју води еминентни психотерапеут Џулијус Херцфелд. Психотерапету Џулијусу је преостала још једна година живита јер умире од рака, и он сеансама са пацијентима од своје последње године прави последњу вољу и тестамент. Приказан је његов поглед на чланове групе и начин на који их води да не посустану и падну.
Књига садржи две приче: причу о животу и делу Артура Шопенхауера и причу о терапијској групи коју јунак, психијатар књиге води. Члановима своје групе чита цитате Артура Шопенхауера и на тај начин им помаже.
Када је сазнао да умире и да је болестан Џулијус је потражио свог пацијента Филипа Слејта којем није успео да помогне пре двадесет година. Од њега сазнаје да се излечио и то заслугом песимистичког учења Артура Шоменхауера и да дање планира да постане филозофски саветник. Џулијус га позива у групу у замену за подучавање о Шопенхауеру. Имају мало времена - да Филип стекне поверење групе и да Џулијус проникне у учење Шоменхауера.
Сви пацијенти па и сам психотерапет Џулијус долазе до суочења са скривеним деловима своје прошлости.